# Jean-Michel Cavalli
Jean-Michel Cavalli (Ajaccio, Francia, 13 de julio de 1957) es un exjugador y entrenador de fútbol francés. Actualmente dirige al FC Pristina.

## Biografía
Cavalli comenzó su carrera como jugador en el GFCO Ajaccio en 1971, también formando parte de los equipos corsos Puteaux C.S. Municipal (1977-78) y Solenzara (1978-79) antes de una segunda etapa en GFCO Ajaccio.
Ha dirigido clubes en Arabia Saudita, Francia y Marruecos, mientras se hizo cargo de Argelia en 2005. Cavalli entrenó a la selección de fútbol de Córcega, no afiliada a la FIFA ni a la UEFA, en un amistoso de 2009 contra Congo. En 2020, asumió el control de la selección de Níger.No obstante, en septiembre de 2023 su contrato expiró y no fue renovado.
El 19 de enero de 2024, fue oficializado como entrenador del Club Africain.Un mes más tarde, fue destituido del cargo por decisión de la directiva del club.
En junio de 2024, asumió al frente del FC Pristina.

## Clubes

### Como jugador
| Club                    | País    | Año       |
| ----------------------- | ------- | --------- |
| GFCO Ajaccio            | Francia | 1971-1975 |
| AS Mónaco               | Mónaco  | 1975-1976 |
| AC Boulogne-Billancourt | Francia | 1976-1977 |
| Puteaux C.S. Municipal  | Francia | 1977-1978 |
| Solenzara               | Francia | 1978-1979 |
| GFCO Ajaccio            | Francia | 1979-1990 |

### Como entrenador
| Club                 | País           | Año           |
| -------------------- | -------------- | ------------- |
| GFCO Ajaccio         | Francia        | 1990-1992     |
| Al-Nassr             | Arabia Saudita | 1994          |
| LOSC Lille           | Francia        | 1995-1997     |
| Al-Riyadh            | Arabia Saudita | 1997-1998     |
| GFCO Ajaccio         | Francia        | 1998-1999     |
| GFCO Ajaccio         | Francia        | 2000          |
| París FC             | Francia        | 2000-2001     |
| Ionikos              | Grecia         | 2002          |
| Créteil-Lusitanos    | Francia        | 2003-2005     |
| Triestina            | Italia         | 2005-2006     |
| Selección de Argelia | Argelia        | 2006-2007     |
| Wydad AC             | Marruecos      | 2007-2008     |
| Nîmes                | Francia        | 2008-2010     |
| Selección de Córcega | Córcega        | 2009-2010     |
| GFCO Ajaccio         | Francia        | 2012-2013     |
| MC Orán              | Argelia        | 2014-2015     |
| Al-Hilal Omdurmán    | Sudán          | 2015-2016     |
| USM Alger            | Argelia        | 2016          |
| MC Orán              | Argelia        | 2017          |
| Al-Ittihad           | Egipto         | 2017          |
| MC Orán              | Argelia        | 2019          |
| Selección de Níger   | Níger          | 2020-2023     |
| Club Africain        | Túnez          | 2024          |
| FC Pristina          | Kosovo         | 2024-presente |